# Heinrich Frantzen (Musiker)
Karl Theodor Heinrich Frantzen (* 1. Oktober 1880 in Köln; † 13. Mai 1953 ebenda) war ein deutscher Militärmusiker und Karnevalskomponist.

## Leben
Heinrich Frantzen wurde in Köln als Sohn eines Schuhmachermeisters geboren. Er war Schüler am Kölner Konservatorium, lernte das Trompetenspiel und spielte schon im Alter von 16 Jahren im Orchester des Kölner Scala-Theaters. Während des Ersten Weltkriegs war er Militärkapellmeister. Später machte er sich als Komponist von Karnevalsliedern, Büttenmärschen und Potpourris einen Namen. In den 1930er Jahren führte er das Reiter-Korps „Jan von Werth“ im Sattel an. Zum 1. Mai 1932 trat Frantzen in die NSDAP ein (Mitgliedsnummer 1.118.092).
Sein bekanntestes Werk ist das Marschlied Der treue Husar, das er zur Gründung der Karnevalsgesellschaft Treuer Husar 1925 auf den Text eines seit Beginn des 19. Jahrhunderts überlieferten Volkslieds komponierte. Das Lied wurde rasch zu einer heimlichen Kölner Hymne. Später verfasste Frantzens Sohn Joseph „Jupp“ Frantzen einen erweiterten Text zu dem Marsch.

## Werke
- Der treue Husar
- Fidele Altstädter (Marsch)
- Colonia-Alaaf-Marsch
- Jan von Werth-Marsch (Mer sin kölsche Junge)
- Die schneidige Feuerwehr
- Mariechentanz
- Kannst du mir was pumpen?
- Meer rigge met däm Essel op d’r Drachefels
- Mir Kölsche sin nen eige Schlag
- Jung, dat häss do got gemaht